# Dogbo (Costa d'Avorio)
Dogbo è una città e sottoprefettura della Costa d'Avorio, situata nella regione di San-Pédro. Conta una popolazione di 37 391 abitanti (censimento 2014).